# 1941 год в кино

## Избранные фильмы

### Фильмы США
- Высокая Сьерра /High Sierra, (реж. Рауль Уолш)
- Гражданин Кейн /Citizen Kane, (реж. Орсон Уэллс)
- Дамбо /Dumbo, мультфильм, (реж. Бен Шарпстин)
- Доктор Джекил и мистер Хайд /Dr. Jekyll and Mr. Hyde, (реж. Виктор Флеминг)
- Как зелена была моя долина /How Green Was My Valley, (реж. Джон Форд)
- Леди Гамильтон /That Hamilton Woman, США-Великобритания (реж. Александр Корда)
- Леди Ева /The Lady Eve, (реж. Престон Стёрджес)
- Мальтийский сокол /The Maltese Falcon, (реж. Джон Хьюстон)
- Мистер и миссис Смит /Mr. & Mrs. Smith, (реж. Альфред Хичкок)
- Нью-орлеанский огонёк /The Flame of New Orleans, (реж. Рене Клер)
- Серенада солнечной долины /Sun Valley Serenade, (реж. Х. Брюс Хамберстоун)
- Человек-волк /The Wolf Man, (реж. Джордж Уоггнер)

### Советское кино

#### Фильмы Азербайджанской ССР
- Сабухи (реж. Рза Тахмасиб)

#### Фильмы Грузинской ССР
- Каджана (реж. Константин Пипинашвили)

#### Фильмы РСФСР
- Антон Иванович сердится (реж. Александр Ивановский)
- Валерий Чкалов (реж. Михаил Калатозов)
- Дело Артамоновых (реж. Григорий Рошаль)
- Как поссорился Иван Иванович с Иваном Никифоровичем (реж. Андрей Кустов и Анисим Мазур)
- Конёк-Горбунок (реж. Александр Роу)
- Маскарад (реж. Сергей Герасимов)
- Мечта (реж. Михаил Ромм)
- Первая конная (реж. Ефим Дзиган и Георгий Берёзко)
- Первопечатник Иван Фёдоров (реж. Григорий Левкоев)
- Приключения Корзинкиной (реж. Климентий Минц)
- Свинарка и пастух (реж. Иван Пырьев)
- Сердца четырёх (реж. Константин Юдин)
- Старая гвардия (реж. Сергей Герасимов)
- Суворов (реж. Всеволод Пудовкин и Михаил Доллер, снят в 1940)
- Цветные киноновеллы (реж. Александр Мачерет)

#### Фильмы Украинской ССР
- Богдан Хмельницкий (реж. Игорь Савченко)
- Боксёры (реж. Владимир Гончуков)
- Дочь моряка (реж. Георгий Тасин)
- Таинственный остров (реж. Эдуард Пенцлин)
- Танкер «Дербент» (реж. Александр Файнциммер)

#### Совместные фильмы киностудий союзных республик
- Морской ястреб (р/п. Владимир Браун) (Украина-Узбекистан)

## Персоналии

### Родились
- 4 января — Джордж Пан Косматос, американский кинорежиссёр.
- 5 января — Хаяо Миядзаки, один из крупнейших режиссёров в истории аниме.
- 8 января — Грэхэм Чэпмен, британский актёр, сценарист. Участник известной комик-группы Монти Пайтон.
- 12 января — Болот Шамшиев, киргизский и советский режиссёр, актёр, сценарист.
- 8 февраля — Ник Нолти, американский актёр.
- 25 февраля — Феликс Фальк, польский режиссёр театра и кино, сценарист, драматург и живописец.
- 26 февраля — Евгений Жариков, советский и российский актёр.
- 3 марта — Ютта Хофман, немецкая актриса театра, кино и телевидения.
- 8 марта — Андрей Миронов, советский актёр.
- 16 марта — Бернардо Бертолуччи, итальянский кинорежиссёр, драматург, поэт.
- 17 марта — Галина Прожико, российский киновед и педагог.
- 16 апреля — Сергей Никоненко, советский и российский актёр театра и кино, кинорежиссёр.
- 29 апреля — Мирча Верою, румынский кинорежиссёр, сценарист и актёр.
- 25 мая — Олег Даль, советский актёр театра и кино.
- 5 июня — Барбара Брыльска, советская и польская актриса.
- 21 июня — Валерий Золотухин, советский и российский актёр, художественный руководитель театра на Таганке.
- 26 июня — Валерий Рыбарев, советский и белорусский кинорежиссёр и сценарист игровых и документальных фильмов.
- 17 августа — Николай Губенко, российский актёр театра и кино, режиссёр, сценарист, общественный деятель, последний министр культуры СССР.
- 27 августа — Богдан Ступка, советский и украинский актёр.
- 14 сентября — Сергей Дрейден, советский и российский актёр.
- 24 сентября — Игорь Ясулович, советский и российский актёр театра и кино.
- 21 октября — Янкович, Марцель, венгерский кинорежиссёр-мультипликатор, сценарист, художник и монтажёр.
- 12 декабря — Виталий Соломин, советский и российский актёр театра и кино.

### Скончались
- 20 апреля — Амлето Палерми, итальянский режиссёр театра и кино, сценарист, актёр и монтажёр (родился в 1889 году).